# Franz Gaisbauer
 Franz Gaisbauer  (* 19. Jänner 1896 in Mettmach, Oberösterreich; † 18. Jänner 1949 in Braunau am Inn) war Arbeiter und Politiker.
Gaisbauer besaß in Mettmach ein Haus, war verheiratet und hatte drei Kinder. 26 Jahre lang war er bei einer Lederfabrik in Mattighofen beschäftigt. Vor und nach dem Zweiten Weltkrieg wirkte er als Gemeinderat in seiner Heimatgemeinde. 1934 wurde er Landtagsabgeordneter für Industrie und Bergbau, legte aber 1936 sein Mandat nieder. 